# L'Hôpital (film)
Pour les articles homonymes, voir L'Hôpital.
Pour plus de détails, voir Fiche technique et Distribution.
L'Hôpital (The Hospital) est un film américain réalisé par Arthur Hiller, sorti en 1971.

## Synopsis
Le film nous montre la vie dans un CHU de Manhattan et s'attache au Dr Bock (George C. Scott), le directeur médical, dont la vie est devenue un chaos : sa femme l'a quitté, ses enfants ne lui parlent pas et le CHU qui lui était si cher est en train de partir en morceaux.
Avec tout cela, le CHU voit un certain nombre de morts étranges, aussi bien parmi les médecins que parmi le personnel de l'hôpital, et tout cela finit par conduire le Dr Bock au bord de la folie.
Alors qu'il est à la limite de la dépression nerveuse, il se laisse prendre au charme de la séduisante fille d'un patient (Diana Rigg), et non seulement elle lui apporte une raison de vivre, mais elle est peut-être la seule personne capable de l'aider à repartir dans la vie et à lui donner un sens.

## Fiche technique
- Titre : L'Hôpital
- Titre original : The Hospital
- Réalisation : Arthur Hiller
- Scénario : Paddy Chayefsky
- Production : Howard Gottfried
- Musique : Morris Surdin
- Photographie : Victor J. Kemper
- Montage : Eric Albertson
- Pays d'origine : États-Unis
- Format : Couleurs - 1,85:1 - Mono
- Genre : Comédie noire
- Durée : 103 minutes
- Date de sortie : États-Unis : 14 décembre 1971
- Affiche : Jouineau Bourduge (France)

## Distribution
- George C. Scott (VF : André Valmy) : Dr Bock
- Diana Rigg (VF : Perrette Pradier) : Barbara
- Barnard Hughes (VF : Maurice Chevit) : Drummond
- Carolyn Krigbaum (VF : Paule Emanuele) : la secrétaire du Dr Bock
- David Hooks (VF : Jean Berger) : Dr Einhorn
- Richard Dysart (VF : Roland Ménard) : Dr Welbeck
- Stephen Elliott : Dr Sundstrom
- Rehn Scofield (VF : Jacques Torrens) : Dr Spezio
- Andrew Duncan (VF : Philippe Mareuil) : William Mead
- Donald Harron (VF : Michel Gudin) : Milton Mead
- Nancy Marchand (VF : Gisèle Préville) : Mme Christie
- Jordan Charney (VF : Gérard Dessalles) : Hitchcock
- Roberts Blossom : Guernsey
- Katherine Helmond (VF : Jeanine Freson) : Marilyn Mead
- Frances Sternhagen (VF : Jacqueline Porel) : Mme Cushing
- Robert Walden (VF : Bernard Murat) : Dr Brubaker
- Jacqueline Brookes (VF : Ginette Frank) : Dr Immelman
- Leigh Berry (VF : Jane Val) : la secrétaire du Dr Mead
- Kate Harrington (VF : Marie Francey) : l'infirmière Dunne
- Janet Sarno (VF : Claude Chantal) : l'infirmière Rivers
- Bette Henritze (VF : Jacqueline Ferrière) : l'infirmière d'accueil du bloc opératoire